# 東雲站 (京都府)
東雲站（日语：／ Shinonome eki */?）是位於京都府舞鶴市水間257番2號，WILLER TRAINS（京都丹後鐵道）的宮舞線（愛稱為宮津線）車站。車站編號為M10。車站愛稱為「安壽之里站」。

## 歷史
- 1924年（大正13年）4月12日 - 鐵道省（後來為國鐵）舞鶴站（現時：西舞鶴站）至宮津站之間開業，此站啟用[1]。
- 1984年（昭和59年）2月 - 列車交會設備廢止。
- 1987年（昭和62年）4月1日 - 伴隨國鐵分割民營化，車站由西日本旅客鐵道（JR西日本）營運[1]。
- 1990年（平成2年）
  - 1月 - 隨著準備由北近畿丹後鐵道接管，列車交會設備復活。
  - 4月1日 - 宮津線由北近畿丹後鐵道接管，成為北近畿丹後鐵道車站[1]。
- 1994年（平成6年）3月28日 - 現時的車站大樓竣工。
- 2014年（平成26年）3月 - 車站加設愛稱「安壽之里站」[2]。
- 2015年（平成27年）4月1日 - 由WILLER TRAINS接管車站，成為京都丹後鐵道宮舞線車站。

## 車站構造

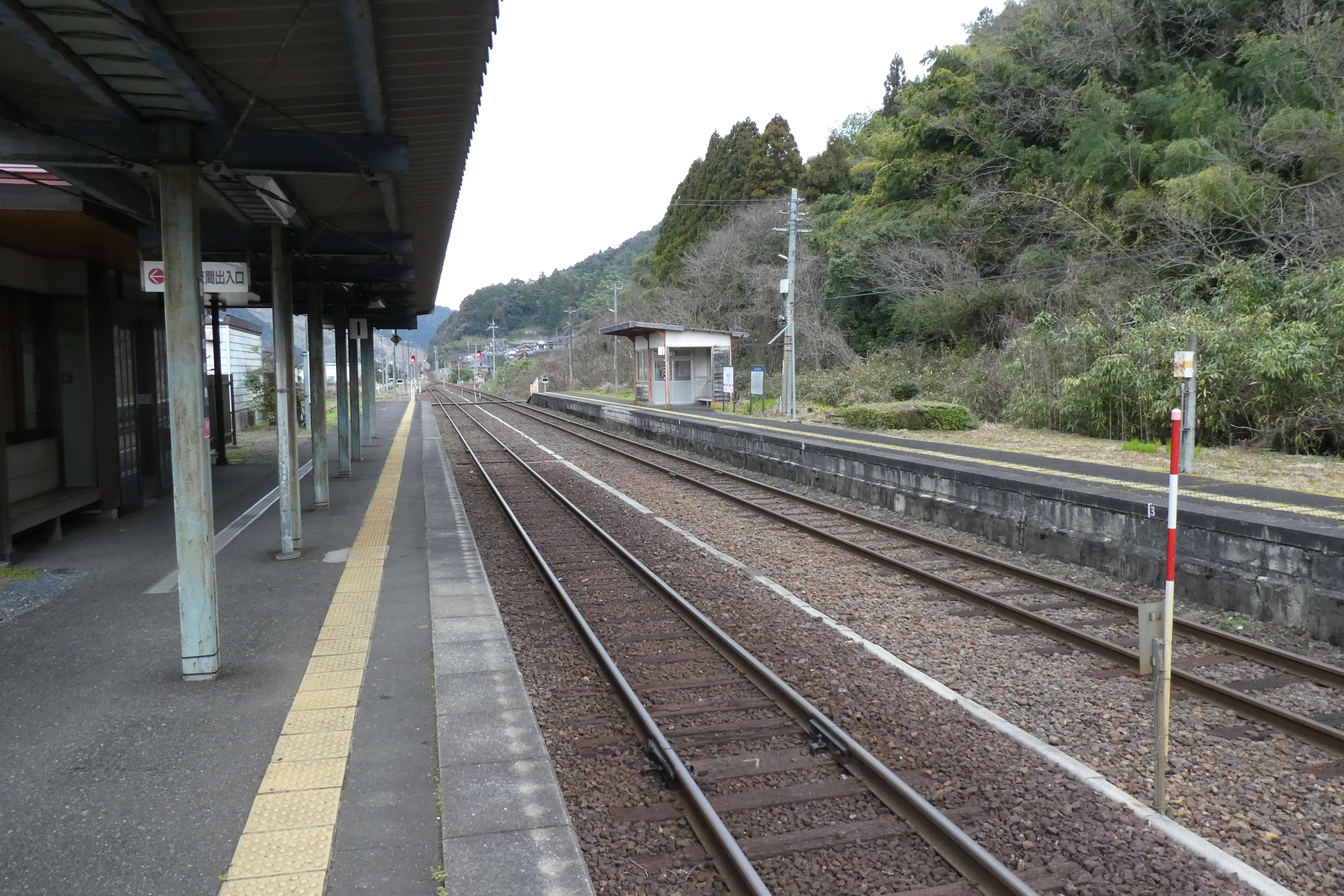
月台

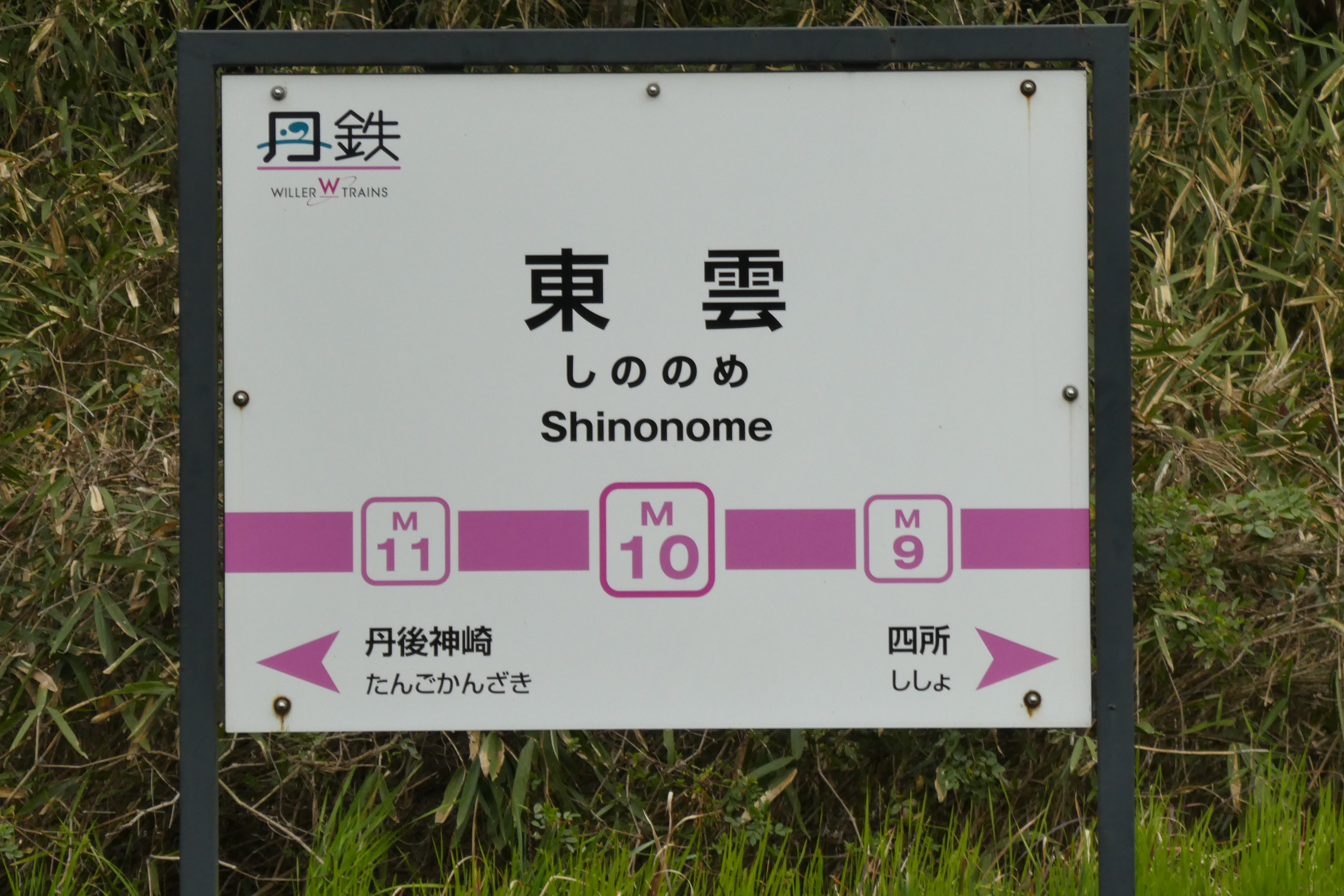
站名牌

車站是一座地面車站，設有2面2線相對式月台，可進行列車交會。列車交會設備有一段時期被撒走，在北近畿丹後鐵道準備接管時復活。通常下行列車會使用1號月台，該月台靠近車站大樓。兩月台之間靠近宮津一方設有站內平交道連接。
2號月台是上下行本線與一線通過結構。上下行線通過列車都會在2號月台通過。截至2010年3月13日修正時，所有營業列車都是按不同方向的月台駛站。但是，曾經設有的通過列車與停站列車進行列車交會時，停站列車會在1號月台停靠。
車站大樓內設有多功能廁所和男女共用濕廁。

### 月台
| 月台 | 路線    | 上下行 | 方向                   |
| ---- | ------- | ------ | ---------------------- |
| 1    | ■宮舞線 | 下行   | 宮津、天橋立、峰山方向 |
| 2    | ■宮舞線 | 上行   | 西舞鶴方向             |

- 在上述的路線名稱中，採用了乘客資訊上稱呼的（愛稱）名字。

## 車站周邊
- 由良川（日语：由良川）

## 使用狀況
以下為近年1日平均乘車人次列表
| 乘車人次變化 | 乘車人次變化    |
| 年度         | 1日平均乘車人次 |
| ------------ | --------------- |
| 1999         | 104             |
| 2000         | 85              |
| 2001         | 68              |
| 2002         | 60              |
| 2003         | 55              |
| 2004         | 60              |
| 2005         | 44              |
| 2006         | 52              |
| 2007         | 44              |
| 2008         | 44              |
| 2009         | 44              |
| 2010         | 36              |
| 2011         | 19              |
| 2012         | 25              |
| 2013         | 19              |
| 2014         | 16              |
| 2015         | 14              |
| 2016         | 14              |
| 2017         | 14              |
| 2018         | 16              |

## 相鄰車站
WILLER TRAINS（京都丹後鐵道）
宮舞線（宮津線）
快速（只有上行方向）
通過
快速「丹後青松」（只有下行方向）、普通
四所（M9）－東雲（M10）－丹後神崎（M11）

## 注腳
1. 1 2 3 4  曾根悟（監修）. 朝日新聞出版分冊百科編集部（編集） , 编. . 週刊朝日百科. 14号 神戸電鉄・能勢電鉄・北条鉄道・北近畿タンゴ鉄道. 朝日新聞出版. 2011-06-19: 27–28頁 （日语）.
2. ↑  . 京都府.   [2015-11-30]. （原始内容存档于2016-03-05） （日语）.
3. ↑  京都府統計書

## 外部連結
- 東雲站 （页面存档备份，存于）（日語） - 京都丹後鐵道